# 編集長 稲垣吾郎
『編集長 稲垣吾郎』（へんしゅうちょう いながきごろう） は、2017年1月5日から文化放送をキーステーションに放送されているラジオ番組で、稲垣吾郎の冠番組である。
本項目では、前身番組『STOP THE SMAP』（ストップ・ザ・スマップ）及び『稲垣吾郎のSTOP THE SMAP』（いながきごろうのストップ・ザ・スマップ）についても記述する。

## STOP THE SMAP
1991年10月7日から2016年12月29日までは『STOP THE SMAP』（ストップ ザ スマップ）という番組タイトルで文化放送をキーステーションに放送された。略称は「ストスマ」。SMAPがデビューし、解散するまでの間、過去も含みSMAPのテレビ・ラジオ全てのレギュラー番組の中で最も長く続いていた番組であり、SMAPがCDデビューして約1ヶ月後に開始された番組であった。テーマソングはデビュー曲Can't Stop!! -LOVING-（ただし当番組がワイド番組に内包されている場合、エンディングのBGMにかかるのみ）。

### 概要
- 当初から2012年3月まではSMAPのメンバーが1人ずつ2週交代で出演していたが、2012年4月からは稲垣吾郎単独でパーソナリティを務めており、正式タイトルも『稲垣吾郎のSTOP THE SMAP』（いながきごろうのストップザスマップ）となり、この時点から稲垣の冠番組となった。
- 番組名の由来は公式的には明らかにされていないが、メンバー達は「好き勝手喋ってしまうSMAPをリスナーに止めて欲しいから」と番組開始時に話している。

### 番組の終了
- 2016年にSMAP解散騒動が起き、同年8月には解散が正式に発表され、同番組も同年12月29日に終了した。
- 2012年4月から稲垣が単独でパーソナリティーを務めている為、稲垣個人の番組となる見通しが示された。解散する年明けからはタイトルは未定としていたが（新番組名は後述）、「SMAP」の文字は使用せず、年度末の3月30日まで継続すると発表した。
- 放送時間帯も『STOP THE SMAP』の放送開始時刻を30分繰り上げ、木曜午後9時から放送するとし、それでも4月以降の放送継続は未定とした。
- 『STOP THE SMAP』はかつてメンバー全員がパーソナリティーを務めており、唯一デビュー当初から25年間継続して放送していた番組であったため、最終回では稲垣がこれまでのSMAPと番組の歴史を振り返ってコメントした[1]。

## 概要（編集長 稲垣吾郎）
稲垣吾郎が引き続きパーソナリティを務めている。
当初は、2017年4月以降の放送は未定としていたが、2017年4月以降も継続となった。
SMAP及び稲垣が当時所属していたジャニーズ事務所の放送当時の方針により『STOP THE SMAP』も含めて本番組はradikoでのタイムフリーによる放送後の聴取及びradikoプレミアムによる放送エリア外からのエリアフリー聴取が不可能であったが、稲垣がジャニーズ事務所を退所した2017年10月放送分から配信されるようになった。

## 歴史

### 開始から2012年3月まで
- 「キッチュ!夜マゲドンの奇蹟」内で開始され、月曜日から木曜日の22:15～22:25に放送されていた。その後「サスケの夜はこんびんば!」→「斉藤一美のとんカツワイド」→「古本新之輔 ちゃぱらすかWOO!」→「SUPER STAR QR」→「レコメン!」と内包している番組は変化し、放送時間変更をするも10分間の放送時間は変わらなかった。
- 番組開始初期は原則メンバー全員参加で行われ、稀に仕事の都合で1,2人不参加する程度だった。しかしその後、個々の活動が増えたことで放送は2,3人で行う事が増え、時折1人で行うようになった。その中でも年4週程度はSMAP全員参加の回があったが、1999年頃から完全に1人で行うようになった。
- 番組の放送方法は放送局によって3種類存在した。
  1. 月 - 木曜日（10分）→文化放送および「レコメン!」（22時・23時台）のネット局
  2. 月 - 金曜日（10分）
  3. 週1日（30分）
- 週1日放送の場合は、番組名を「STOP THE SMAP増刊号」として放送。5日間計50分放送されたものを30分に編集するため、放送内容・構成は10分放送と一部異なった。
- 番組開始から定期的に抽選のプレゼントコーナーが存在した。その後番組開始から数年、ハガキ採用者へのプレゼントを開始。プレゼントは「SMAPの思い出フォトスタンド」→「イケTEL携帯ストラップ」→「ストスマ ミニミニタオル」→「ストスマ ペタペタマグネット」→「ストスマ ムギュムギュニギニギ」と定期的に変更されていた。品物は変わるもののプレゼント自体は長らく続いたが、2009年より廃止された。

### 2012年4月から
上述のように、文化放送では開始以来長らく夜ワイド番組の1コーナーとして放送されてきたが、内包番組である『レコメン!』のリニューアル（K太郎のパーソナリティ退任）に伴い、2012年4月からは週1回30分の単独番組となる（文化放送では木曜21時30分 - 22時、ナイター中継の場合変更もしくは休止あり）さらに、これまでの全メンバーの2週交代制から稲垣吾郎が単独でパーソナリティを担当する形へと変更され、正式タイトルも「稲垣吾郎のSTOP THE SMAP」となる。

### SMAP解散発表、その後の対応
2016年にSMAP解散騒動が発生。その後、同年8月にSMAPの年内解散を発表し、稲垣も8月18日放送分の冒頭のメッセージで「突然の報告で驚かせてしまって本当に申し訳ございません。稲垣吾郎は、これからも頑張っていきます」とグループの解散を報告し謝罪。その後、11月15日の定例会見において同年12月29日に当番組を終了し、その後解散する年明けからはタイトルは未定としながらも「SMAP」の文字は使用せず、放送時間帯も『STOP THE SMAP』の放送開始時刻を30分繰り上げし、木曜午後9時から放送する見通し、当初2017年4月以降の放送継続は未定としていたが、2017年1月17日、同番組を放送する文化放送の三木明博社長が定例会見を行い、4月以降も継続することを明言した。その理由について、編成担当の長谷川実取締役によると、「（前番組と）同様の形で聞いていただいている。タイトルに『編集長』というのが付いていることで、どういう番組なのか、と興味を引いたようだ。radikoのストリーム数でいうと、（前番組の）最終回と同じで1万件ぐらいとなっている」と前番組と変わらない反響が続いているといい、「元SMAPファンの期待にも応えられる内容になっていると思う。SMAPの曲もかけているので、SMAPとのつながりもさりげなく、継続しながら番組を作っていく」とした。番組に寄せられるファンからのメッセージも「ずっと続けてください」などという激励が多いということを明かした上で、4月以降の放送時間についてはプロ野球ナイター中継と重複しない時間で調整していくとされた。
『STOP THE SMAP』は、かつてメンバーが全員がパーソナリティーを務めており（稲垣単独になったのは2012年4月以降）、かつ、デビュー当初から25年継続して放送しており、SMAP関連で最も長く続いていた番組であったため、最終回では稲垣がこれまでを振り返ってコメントをした。同年、12月15日放送分にて、稲垣自身が新番組のタイトルが『編集長 稲垣吾郎』になることを発表した。「SMAP」の名前は解散と共に外し、2017年1月5日から初回放送予定とされた。新番組は映画・読書・ワイン・ゴルフ・音楽と多様な趣味を持ち、料理や美容への造詣も深く“女子力が高い”と公言する稲垣が、ラジオで「女性誌の編集長」に“就任”。さまざまなトレンドを取り上げながら、自身の近況を交えつつトークを繰り広げる。リスナーには「雑誌記者」や「ライター」として、周囲で話題になっていることや、興味があることを吾郎編集長に投稿で伝えてもらうという内容に変更され、同番組で稲垣は「タイトルが変わって新しい感じにはしていきたいのですが、今までの番組の感じも引き継いでいきたいと思いますのでよろしくお願いいたします」などと語った。

## コーナー
- GORO's Column…オープニングトークコーナー。「コラムメール」と称されるリスナーからのメールを基にトークする。
- GORO's Search…編集会議とも称される番組のメインコーナー。テーマに沿った人物と電話をすることもある。
- GORO's Break Time…リスナーからの曲のリクエストに応えるコーナー。
- GORO's Essay…仕事やプライベートの話題が主なトークコーナー。
- GORO's Music Library…「GORO's Break Time」同様、リスナーから曲のリクエストに応えるコーナーだが、こちらは基本的に何らかの形で稲垣に関係する曲が流れることが多い。

### 「STOP THE SMAP」単独番組時代
- SMAPの時間…SMAP他メンバーとの交流録を稲垣が語る。他メンバーの各ラジオ番組『中居正広のSome girl' SMAP』『木村拓哉のWhat's UP SMAP!』『SMAP POWER SPLASH』の内容をメインとしたリスナーからの質問メールを基にトーク。
- 吾郎の自由時間…趣味やプライベート等をトーク。

### 帯番組時代の歴代コーナー
- 月曜日
  - おしゃべりテーマパーク…リスナーからのトークテーマに沿ってトーク。
  - SMAPテーマパーク… 「おしゃべりテーマパーク」と同じ内容。タイトルが変更
  - 超過激質問箱…リスナーからのギリギリな質問にSMAPが答える。
  - SMAPな夜…今行っている仕事に関してハガキを元にトーク。
- 火曜日
  - SMAP流行通信…巷で流行っている物事を紹介。または、リスナーやメンバーのマイブームに関するトーク。
  - SMAPパズルトーク…ハガキで指定されたメンバー間でトーク。他のメンバーはほとんど参加しない。他コーナーと差し替えが多かった。
  - イケTEL SMAP…リスナーに突然電話しトーク。火曜日ではない日に行われる場合もある。#
- 水曜日 
  - パーソナルクローズアップ…ハガキを元にメンバー1人でトーク。他のメンバーはほとんど参加しない。「SMAPパーソナルクローズアップ」とは内容が異なる。コーナー設置当初は木曜日で放送されていた。
  - SMAP大挑戦…心理テストなどSMAPが様々なことに挑戦。または最近挑戦した事に関するトーク。
  - SMAPパーソナルクローズアップ…プライベートにまつわる話をハガキを元にトーク。
- 木曜日 
  - SMAP大募集…リスナーからの質問に答える。形式は「超過激質問箱」とほぼ同じ。
  - キャッチボールSMAP…メンバーからの事前に収録されたメッセージに答える形でトーク。#
- 金曜日
  - 放課後ご意見番…リスナーからの悩み相談にSMAPがアドバイスする。
  - お気に入りリクエスト（週5日放送される局、および増刊号ネット局で放送）…リスナーがSMAPに聞いてほしい曲をリクエスト。
- 不定期 月 - 木曜日
  - イケTEL WEEK…「イケTEL SMAP」を通常のコーナーを休止して4日間連続行う。主に香取慎吾担当時の2週目に行われる。木村拓哉担当時に行われることもある。

## ネット局

### 現在
以下のネット局のうち、西日本放送は2012年4月の改編により開始。その他の放送局は「増刊号」から引き続き同じ時間帯でネット。
- 文化放送（制作局）日曜13:30 - 14:00[7]
- KBS京都 日曜19:30 - 20:00[8]
- 青森放送 日曜22:00 - 22:30
- 山梨放送 日曜22:30 - 23:00
- 福井放送 日曜22:00 - 22:30[9]
- 静岡放送 日曜23:00 - 23:30 ※2015年4月より、放送日時再変更[10][11]
- RSK山陽放送 火曜21:00 - 21:30※2018年4月より、放送日時再々々変更[12]
- 西日本放送 火曜23:00 - 23:30
- RKB毎日放送 土曜26:00 - 26:30 [13]

### 過去
- 北海道放送 [14]
- STVラジオ[15]
- 秋田放送[16]
- 東北放送[17]
- 東海ラジオ[18]
- 新潟放送[19]
- 信越放送[20]
- 北日本放送[21]
- 北陸放送[22]
- ラジオ大阪 [23]
- ラジオ関西 [23]
- 山陰放送[24]
- 四国放送[25]
- 熊本放送[26]
- 大分放送[27]
- 長崎放送 （NBCラジオ佐賀を含む）[28]
- 宮崎放送[29]
- 琉球放送[30]